# Bothrimonus sturionis
Bothrimonus sturionis is een lintworm (Platyhelminthes; Cestoda). De worm is tweeslachtig. De soort leeft als parasiet in andere dieren.
Het geslacht Bothrimonus, waarin de lintworm wordt geplaatst, wordt tot de familie Acrobothriidae gerekend. De wetenschappelijke naam van de soort werd voor het eerst geldig gepubliceerd in 1842 door Duvernoy.